# Neoanguilla nepalensis
Neoanguilla nepalensis is een straalvinnige vissensoort uit de familie van de echte palingen (Anguillidae). De wetenschappelijke naam van de soort is voor het eerst geldig gepubliceerd in 2008 door Shrestha.